# ساندي أبي إلياس
ساندي باتريشيا أبي إلياس (من مواليد 10 مايو 1997) هي لاعبة كرة قدم لبنانية سابقة، لعبت كمهاجمة؛ ولدت في إنجلترا وهي من أصل لبناني، مثلت لبنان دولياً في عام 2018.
لعبت لمختلف أندية الشباب في إنجلترا أبرزها أرسنال وتشيلسي، وظهرت لأول مرة في عام 2014 مع نادي واتفورد، قبل أن تلعب في أكاديمية بريستول، وسويندون تاون، وكوينشام تاون.

## مهنة النادي

### شباب
بدأت مسيرتها المهنية مع نادي فولهام عام 2007، وبعد عام واحد، انتقلت إلى نادي أرسنال، وفازت بكأس الاتحاد الإنجليزي للشباب 2012–13، قبل أن تنضم إلى نادي تشيلسي في عام 2013، لمدة عام.

### كبار
في عام 2014، بدأت مسيرتها المهنية مع نادي واتفورد، ولعبت موسم 2014–15. في عام 2015 انتقلت إلى أكاديمية بريستول، قبل أن تنضم إلى سويندون تاون في عام 2016. وبعد موسم واحد في النادي، انتقلت إلى كينشام تاون، لتلعب موسم 2017–18.

## مهنة دولية
ظهرت لأول مرة على المستوى الدولي مع منتخب لبنان في 28 نوفمبر 2018، في مباراة التصفيات الأولمبية للسيدات في آسيا ضد إيران؛ خسر فيها المنتخب اللبناني بنتيجة (8–0).
ولدت في ايزلورث، إنجلترا، ودرست في مدرسة تيدينغتون بين عامي 2007 و 2013. في عام 2011، في سن 9 من عمرها، حصلت على جائزة أفضل لاعب كرة قدم (فتاة). وبين عامي 2013 و 2015، درست الرياضة والتمارين الرياضية في كلية كينغستون، بينما كانت تلعب في أكاديمية كرة القدم النسائية بالكلية. في عام 2015، درست في جامعة باث، وحصلت على بكالوريوس في العلوم الرياضية والاجتماعية.

## الانجازات
ارسنال
- كأس الاتحاد الإنجليزي للشباب: 2012–13.[11]